# Lac Comencho
Ne doit pas être confondu avec Commenchon.
Le lac Comencho constitue un plan d'eau du bassin versant rivière Broadback, dans le territoire de Eeyou Istchee Baie-James (municipalité), dans la région administrative du Nord-du-Québec, dans la province de Québec, au Canada. Ce lac fait partie du territoire de la Réserve faunique Assinica.
La foresterie constitue la principale activité économique du secteur. Les activités récréotouristiques arrivent en second.
La plus proche route carrossable est située à 48,1 km au Sud du lac, soit la route 113 (reliant Lebel-sur-Quévillon et Chibougamau) et le chemin de fer du Canadien National.
La surface du lac Comencho est habituellement gelée du début novembre à la mi-mai, toutefois la circulation sécuritaire sur la glace se fait généralement de la mi-novembre à la mi-avril.

## Géographie
Le lac Comencho comporte une longueur de 26,3 km, une largeur maximale de 5,3 km et une altitude de 358 m.
Le lac Comencho comporte trois grandes parties :
- partie Nord : recevant du Nord-Est les eaux du lac Cachisca qui comporte un barrage à son embouchure et dont les principaux plans d’eau en amont sont le lac Dumas, le lac Opataca ;
- partie centrale : comportant plusieurs îles ;
- partie Sud : s’étendant vers le Sud-Est surtout dans le canton de Turgis, au Sud d’une grande presqu’île (6,3 km par 3,1 km) laquelle comporte une montagne dont le sommet atteint 461 m.

Une presqu'île d'une longueur de 6,4 km sépare l'embouchure du lac Comencho et le lac Assinica, formant un détroit (axe Nord-Sud) de 6,3 km. Cette embouchure est située à :
- 13,2 km au Sud-Est de l’embouchure du lac Assinica ;
- 38,5 km au Sud-Est de l’embouchure de la rivière Assinica (confluence avec la rivière Broadback ;
- 133,6 km à l’Est de l’embouchure du lac Evans ;
- 273,8 km à l’Est de l’embouchure de la rivière Broadback (confluence avec la Baie de Rupert) ;
- 84,0 km au Nord-Ouest du centre-ville de Chibougamau ;
- 77,8 km au Nord-Ouest du centre du village de Chapais (Québec)[1].

 
Les principaux bassins versants voisins du lac Comencho sont :
- côté Nord : lac Assinica, rivière Assinica, rivière Broadback, lac Labeau ;
- côté Est : lac Cachisca, lac Opataca, rivière Brock Nord, rivière Brock (rivière Chibougamau) ;
- côté Sud : lac Waposite, lac Opataca, rivière Chibougamau, lac des Orignaux, rivière des Deux Orignaux ;
- côté Ouest : rivière Monsan, lac Capichigamau, ruisseau Lucky Strike.

## Toponymie
Présumément d’origine crie, l'origine et la signification de cet hydronyme demeurent incertaines. Néanmoins, la graphie de l’hydronyme actuel s’avère une modification de Comenscocho et Comenscacho ; le premier remontant au moins à 1931, étant indiqué sur un plan d'arpentage. À partir de 1939, la forme Comencho est utilisée sur les documents cartographiques. Le lac Assinica, situé à proximité, a déjà été désigné Comenscamoca. Ces toponymes et leur variante ont en commun la racine men ou min signifiant « bleuets ». Le nom Lac Caminscanane, désignant un lac situé à l'ouest des précédents, a été traduit par « là où il y a beaucoup de bleuets ».
Le toponyme "lac Comencho" a été officialisé le 5 décembre 1968 par la Commission de toponymie du Québec, soit lors de sa création.